# Binnenpolder van Geffen
De Binnenpolder van Geffen is een polder en voormalig waterschap in de Nederlandse provincie Noord-Brabant. Het waterschap is voor 1818 opgericht in de toenmalige gemeente Geffen. Het waterschap besloeg een gebied ten oosten van de plaats Geffen van 526 bunder, 33 roeden en 61 ellen. Het waterschap beheerde naast de polder 4215 ellen dijk. 
De Binnenpolder van Geffen waterde af op de polders van waterschap Buitenpolder van Geffen. In 1942 werd het waterschap opgeheven. Het gebied wordt tegenwoordig beheerd door het waterschap Aa en Maas.